# العلاقات التشيلية الموريتانية
العلاقات التشيلية الموريتانية هي العلاقات الثنائية التي تجمع بين تشيلي وموريتانيا.

## مقارنة بين البلدين
هذه مقارنة عامة ومرجعية للدولتين:
| وجه المقارنة                                              | تشيلي                         | موريتانيا                 |
| --------------------------------------------------------- | ----------------------------- | ------------------------- |
| المساحة (كم2)                                             | 756.10 ألف                    | 1.03 مليون                |
| عدد السكان (نسمة)                                         | 17.37 مليون                   | 4.42 مليون                |
| الكثافة السكانية (ن./كم²)                                 | 22.97                         | 4.29                      |
| العاصمة                                                   | سانتياغو                      | نواكشوط                   |
| اللغة الرسمية                                             | اللغة الإسبانية               | اللغة العربية، لغة فرنسية |
| العملة                                                    | بيزو تشيلي، وحدة حساب تشيلية ‏ | أوقية موريتانية، أوقية ‏   |
| الناتج المحلي الإجمالي (بليون دولار)                      | 277.08 مليار                  | 5.02 مليار                |
| الناتج المحلي الإجمالي (تعادل القوة الشرائية) بليون دولار | 419.39 مليار                  |                           |
| الناتج المحلي الإجمالي الاسمي للفرد دولار أمريكي          | 13.42 ألف                     |                           |
| الناتج المحلي الإجمالي للفرد دولار أمريكي                 | 22.07 ألف                     | 3.91 ألف                  |
| مؤشر التنمية البشرية                                      | 0.832                         | 0.506                     |
| رمز المكالمات الدولي                                      | +56                           | +222                      |
| رمز الإنترنت                                              | .cl                           | .mr                       |
| المنطقة الزمنية                                           | 00، 00، 00، 00                | 00                        |

## منظمات دولية مشتركة
يشترك البلدان في عضوية مجموعة من المنظمات الدولية، منها:
| علم المنظمة | اسم المنظمة                               | تاريخ انضمام تشيلي | تاريخ انضمام موريتانيا |
| ----------- | ----------------------------------------- | ------------------ | ---------------------- |
|             | وكالة ضمان الاستثمار متعدد الأطراف        | 12 أبريل 1988      | 8 سبتمبر 1992          |
|             | منظمة الشرطة الجنائية الدولية             | ?                  | ?                      |
|             | منظمة حظر الأسلحة الكيميائية              | ?                  | ?                      |
|             | منظمة التجارة العالمية                    | ?                  | 31 مايو 1995           |
|             | الأمم المتحدة                             | 24 أكتوبر 1945     | 27 أكتوبر 1961         |
|             | مؤسسة التمويل الدولية                     | 15 أبريل 1957      | 29 ديسمبر 1967         |
|             | يونسكو                                    | 7 يوليو 1953       | 10 يناير 1962          |
|             | مؤسسة التنمية الدولية                     | 30 ديسمبر 1960     | 10 سبتمبر 1963         |
|             | البنك الدولي للإنشاء والتعمير             | 31 ديسمبر 1945     | 10 سبتمبر 1963         |
|             | المركز الدولي لتسوية المنازعات الاستشارية | 24 أكتوبر 1991     | 14 أكتوبر 1966         |
|             | الاتحاد البريدي العالمي                   | ?                  | ?                      |
|             | الاتحاد الدولي للاتصالات                  | 1908               | 18 أبريل 1962          |

## وصلات خارجية
- موقع وزارة الخارجية التشيلية